# Brontofobie
Brontofobie, brontefobie of tonitrofobie is een abnormale angst voor onweer, in het bijzonder voor donder/donderslagen. Brontofobie is een behandelbare fobie, die zich zowel bij mens als dier kan ontwikkelen.

## Etymologie
Het woord is afkomstig van de Griekse woorden βροντή bronté, donder en φόβος phóbos, angst/vrees. Het begrip geeft daarmee in het Oudgrieks ook specifiek de angst voor donder(slagen) aan en niet voor onweer in het algemeen. 
Als synoniem wordt ook keraunofobie gebruikt, wat ook omschreven wordt als angst voor onweer. Het begrip keraunofobie kan echter ook duidelijk anders omschreven worden als angst voor bliksem net zoals astrapofobie. Deze laatste betekenis komt meer overeen met de Oudgriekse herkomst van het woord, aangezien κεραυνός keraunós letterlijk bliksem betekent. In die betekenis lijkt keraunofobie dan ook wezenlijk anders te zijn dan brontofobie.
Het begrip brontofobie wordt ook gebruikt om de angst voor andere zware geluiden aan te geven. In het Oudgrieks betekent het werkwoord βροντᾶν eenmaal niet alleen het donderen bij onweer, maar ook bijvoorbeeld het donderen van een stem.